# Maria Wołyńska
Maria Wołyńska (1927–2004) byla polská umělecká fotografka, členka Svazu polských uměleckých fotografů, předsedkyně správní rady Velkopolského okresu ZPAF  a členka Poznaňské fotografické společnosti.

## Životopis
Maria Wołyńska je spojená s poznaňskou fotografickou komunitou – žila a pracovala v Poznani. Od roku 1964 patřila k Poznaňské fotografické společnosti (Poznańskiego Towarzystwa Fotograficznego), kde působila jako místopředsedkyně správní rady PTF. Je autorkou a spoluautorkou mnoha fotografických výstav; samostatných (sedm) a kolektivních (několik desítek) na národní a mezinárodní úrovni. Spoluorganizovala a kurátorovala šest fotografických výstav jiných umělců . V roce 1970 byla Maria Wołyńska přijata za členku Svazu polských uměleckých fotografů (Związek Polskich Artystów Fotografików ZPAF), kde od roku 1996 působila jako prezidentka správní rady Velkopolského okresu ZPAF  . V hlavní radě ZPAF působila jako viceprezidentka pro umělecké záležitosti a byla členkou Umělecké komise ZPAF . V roce 1998 vyhrála Uměleckou cenu města Poznaně.
V roce 2006 byly fotografie Marie Wołyńské (pořízené v letech 1960 až 2001) prezentovány na její posmrtné retrospektivní výstavě v Městské galerii Arsenał v Poznani.